# Leopold Friedrich
Leopold Friedrich (ur. 1 stycznia 1898, zm. w 1962) – austriacki sztangista, brązowy medalista olimpijski i wicemistrz świata.

## Kariera
Największy sukces w karierze osiągnął w 1923 roku, kiedy podczas mistrzostw świata w Wiedniu zdobył srebrny medal w wadze średniej. W zawodach tych rozdzielił na podium swego rodaka, Karla Freibergera i Albertsa Ozoliņša z Łotwy. W 1924 roku wystartował na igrzyskach olimpijskich w Paryżu, gdzie w wadze lekkociężkiej zajął trzecie miejsce, uzyskując łącznie 490 kg. Był tam drugi w podrzucie, czwarty w rwaniu, drugi w wyciskaniu, drugi w podrzucie jednorącz i piąty w rwaniu jednorącz. Wyprzedzili go tylko Francuz Charles Rigoulot oraz Fritz Hünenberger ze Szwajcarii. Był to jego jedyny występ olimpijski.